# Позднев, Михаил Михайлович
Михаи́л Миха́йлович По́зднев (род. 12 ноября 1969, Ленинград) — российский филолог-классик, преподаватель Санкт-Петербургского государственного университета, профессор кафедры классической филологии (с 2014), преподаватель латыни, древнегреческого языка и античной литературы Санкт-Петербургской классической гимназии № 610, автор учебника латинского языка для начинающих и монографии об античной психологии искусства. Кандидат филологических наук (тема диссертации — «Литературная критика в сатирах Персия»). Доктор филологических наук (2010, диссертация «Учение Аристотеля о катарсисе: истоки и рецепция»).

## Биография
Происходит из семьи, родственной И. Ф. Анненскому по линии Богдановичей. Внучатый племянник Виктора Васильевича Позднева. Основам филологии учился у известного филолога-русиста А. М. Березкина (Пушкинский Дом) в Кружке Филологического Анализа Текста (КФАТ). В 1987 Поступил в ЛГУ (СПбГУ) на филологический факультет, где обучался у выдающегося филолога-классика А. И. Зайцева. Окончил университет в 1993 году, аспирантуру филологического факультета в 1998 году.
Обладатель нескольких грантов международных научных фондов, в том числе:
- фонда А. Онассиса, Афины 2005—2006 (проект: «География Древней Греции»);
- фонда А. фон Гумбольдта, Трир 2008—2009 (проект: «Литературная теория в классической Греции»).
- DFG 2014–2017, научный сотрудник кафедры классической филологии Трирского университета

Сфера интересов:
- живая латынь (вёл кружок разговорной латыни Sodalitas Latina, автор латинских сочинений, в частности пьесы в стихах, опубликованной в первом номере журнала «Абарис»).
- Античная религия и география (читает лекционные курсы).
- Главный предмет исследований: «Поэтика» Аристотеля.

## Творческая деятельность
- Автор переводов античных авторов и статей по классической филологии, опубликованных в российских и зарубежных изданиях.
- Кроме греческих и римских авторов (например, сборник «Приапеи», трактат Корнута «Греческое богословие») переводил «Размышления о первой философии» Рене Декарта. Данный перевод выходил трижды: второй раз в серии «Азбука классика» с обширным предисловием и комментариями переводчика, третий раз в сопровождении выполненного им же перевода "Рассуждения о методе"
- Широкой известностью пользуется предисловие к собранию комедий Плавта[3].
- Составитель и переводчик текстов хрестоматий «Книга сочинителя» и «Хрестоматия по литературе Древней Греции. Эпоха культурного переворота». В первой собраны документы литературной теории, которые иллюстрируют её путь со времен античности. Была издана в 2008 году издательством «Амфора». Во вторую включены произведения древнегреческой литературы VIII—V вв. до н. э.
- В последние годы опубликовал также следующие книги по античности:

### Palaestra latina
Учебник латинского языка, который организован по принципу хрестоматии, состоящей из связных текстов, с приложением грамматического справочника и словарей. Тексты, сочиненные специально для данного учебника, расположены в порядке нарастания грамматических трудностей; темы из грамматики указаны в подзаголовках. Первый раздел включает упражнения на перевод с латыни, второй — с русского. Образцом послужила греческая хрестоматия Кристиана Хервига; автор попытался создать латинский аналог «Хервига».

### Психология искусства. Учение Аристотеля
Из отзыва В. В. Файера:

Пожалуй, главный вопрос, который лежит в основе книги, это трактовка знаменитого понятия κάθαρσις, но ответ на него требует очень широкого контекста. Автор рассматривает контекст с запасом: в первой части проводит линию от Гомера до Аристотеля, а во второй, начав с сиро-арабской рецепции Стагирита, заканчивает современными гипотезами о катарсисе. Весь этот необозримый материал М. М. Позднев проработал со вниманием к деталям. Например, он заметил, что в одной из работ исследовательница заставляет недовольных афинян забрасывать неудачливых актеров помидорами!

### Карта античной Аттики
Издал иллюстрированную карту античной Аттики. Язык карты, включая легенду, древнегреческий.

### День хвоста
Вместе с Т. И. Мневой придумал проводить в Санкт-Петербургской Классической Гимназии праздник, ставший знаменитым, — День Хвостов, история которого описана в журнале «Абарис» (статья В. Б. Жижиной):

Вспоминает Татьяна Ильинична Мнева, библиотекарь Гимназии в 1996 году и πρῶτος εὑρετής Дня Хвостов (интервью по телефону):
«
Началось всё с того, что мы сидели и пили кофе в библиотеке. Потом пошли в курилку, и там вдруг обнаружилась некоторая неловкость. В общем, привычная ситуация — в одной руке чашка, в другой сигарета, все нормально — а почему-то не хватает одной руки всем. И внезапно нам с Мих-Михом (М. М. Позднев, преподаватель древних языков — Ред.) стало понятно, что это ощущение — нехватки одной руки — органически присуще человеку, и что когда-то этой третьей рукой был хвост и именно от его отсутствия человечество стало неловко, ущербно и несчастно. Это первая идея. А вторая идея состояла в том, что осознание этого несчастья должно выражаться в некоем празднестве, компенсироваться. Таким образом и возник День Хвостов, первоначально он должен был называться «„День траура человечества по поводу утраты человечеством хвоста“».

### Докторская диссертация
10 ноября 2010 года в 16.00 в СПбГУ состоялась защита докторской диссертации М. М. Позднева. Официальными оппонентами являлись:
- Елоева, Фатима Абисаловна — доктор филологических наук, профессор кафедры общего языкознания СПбГУ.
- Жмудь, Леонид Яковлевич — доктор философских наук, ведущий научный сотрудник Института истории естествознания и техники РАН.
- Россиус, Андрей Александрович — доктор филологических наук, главный научный сотрудник Института философии РАН.